# قائمة رؤساء بوروسيا دورتموند
نادي بوروسيا دورتموند لألعاب الكرة 09 (بالألمانية: Ballspielverein Borussia 09 e.V. Dortmund) ويعرف اختصارًا باسم بوروسيا دورتموند (بالألمانية: Borussia Dortmund) وأحيانًا دورتموند (بالألمانية: Dortmund) هو نادي كرة قدم ألماني تأسس في عام 1909، ويقع مقره في مدينة دورتموند في ولاية شمال الراين-وستفاليا في ألمانيا. يعرف نادي دورتموند بكثرة مشجعيه، حيث يمتلك النادي أكثر من 100 ألف عضوية، مما يجعله الأكبر في ألمانيا. وهو صاحب أكبر معدل للحضور الجماهيري في أوروبا.
يعد نادي دورتموند أحد أنجح الأندية في تاريخ الكرة الألمانية بسبب إنجازاته على الصعيد المحلي والقاري. محليًا استطاع دورتموند الفوز بثمانية عشر بطولة محلية موزعة كالتالي؛ لقب الدوري الألماني 8 مرات، ولقب كأس ألمانيا 5 مرات، بالإضافة إلى لقب كأس السوبر الألماني 6 مرات. بينما على الصعيد القاري والأوروبي، حصد الفريق 3 بطولات، وهي دوري أبطال أوروبا في موسم 1996–97 وكأس الكؤوس الأوروبية في عام 1966، وكأس الإنتركونتيننتال في 1997.
يلعب بوروسيا دورتموند في الدوري الألماني، ويخوض كل مبارياته الرسمية على الملعب الفيستفالي والمعروف باسم سيغنال إيدونا بارك لأسباب الرعاية، والذي يتسع لعدد 81،365 متفرجًا. ألوان الفريق الرسمية هي الأسود والأصفر، ولهذا أطلقوا على أنفسهم اسم (بالألمانية: die Schwarzgelben) والتي تعني الأصفر والأسود. يعد بوروسيا الغريم التقليدي لنادي بايرن ميونخ، ولهذا تُعرف مبارياتهما باسم «الكلاسيكو». بحسب تقرير ديلويت لأغنى أندية العالم والذي يصدر سنويًا بواسطة شركة ديلويت توش توهماتسو يُعتبر نادي دورتموند ثاني أغنى نادي في ألمانيا بعد بايرن ميونخ، ويعتبر من أغنى الأندية في أوروبا.
شعار الفريق هو الحُب الحقيقي (بالألمانية: Echte Liebe).

## قائمة الرؤساء
| الرئيس         | السنوات   |
| -------------- | --------- |
| هاينريش أنجر   | 1909–1910 |
| فرانز جاكوبي   | 1910–1923 |
| هاينز شوابن    | 1923–1928 |
| أوغيست بوس     | 1928–1933 |
| إيجون بينتروب  | 1933–1934 |
| أوغيست بوس     | 1934–1945 |
| ويلي بيتزك     | 1945–1946 |
| رودي لوكرت     | 1946–1952 |
| فيرنر فيلمز    | 1952–1964 |
| كورت شونهير    | 1964–1965 |
| فيلي ستيجمان   | 1965–1968 |
| والتر كلميت    | 1968–1974 |
| هاينز جينتر    | 1974–1979 |
| رينارد روبال   | 1979–1982 |
| يورجين فوجت    | 1982–1983 |
| فريدهيلم كرامر | 1983      |
| فرانك رورنج    | 1983–1984 |
| رينارد روبال   | 1984–1986 |
| جيرد نيبوم     | 1986–2004 |
| رينارد روبال   | 2004–الآن |

## إنجازاتهم
| الرئيس       | السنوات   | عدد البطولات | البطولات في عهده                                                                                     |
| ------------ | --------- | ------------ | --- |
| رودي لوكرت   | 1946–1952 | 4            | (3) أوبرليغا (1) كأس ولاية ويستفاليا                                                                 |
| فيرنر فيلمز  | 1952–1964 | 3            | (3) بوندسليغا                                                                                        |
| كورت شونهير  | 1964–1965 | 4            | (3) أوبرليغا (1) كأس ألمانيا                                                                         |
| فيلي ستيجمان | 1965–1968 | 1            | (1) كأس الكؤوس الأوروبية                                                                             |
| جيرد نيبوم   | 1986–2004 | 9            | (3) بوندسليغا (1) كأس ألمانيا (3) كأس السوبر الألماني (1) دوري أبطال أوروبا (1) كأس الإنتركونتيننتال |
| رينارد روبال | 2004–الآن | 8            | (2) بونديسليغا (3) كأس ألمانيا (3) كأس السوبر الألماني                                               |